# Stéphane Laquait
Pour les articles homonymes, voir Laquait.
Stéphane Laquait est un footballeur français né le 18 janvier 1973 à Désertines (Allier). 
Ce joueur de grande taille (1,85 m pour 70 kg) a évolué comme attaquant puis milieu de terrain à Nancy et Troyes. Il est le frère du gardien de but Bertrand Laquait.
Il a disputé un total de 266 matchs en Division 2.

## Biographie
En février 2006, il obtient le BEES 2e degré.

## Carrière de joueur
- 1992-1995 :  AS Nancy-Lorraine
- 1995-1996 :  CS Louhans-Cuiseaux (prêt)
- 1996-1998 :  A Troyes AC
- 1998- décembre 1999 :  CS Sedan-Ardennes
- décembre 1999-2002 :  LB Châteauroux
- 2002-2004 :  Stade de Reims
- 2004-2005 :  RC Epernay[2]

## Palmarès
- Champion de France de National en 2004 avec Reims